# Kirschblüten und rote Bohnen
Kirschblüten und rote Bohnen (jap. あん, An, dt. „Bohnenpaste“) ist ein japanischer Film von Naomi Kawase aus dem Jahr 2015, basierend auf dem gleichnamigen Roman von Durian Sukegawa. Er hatte seine Premiere als Eröffnungsfilm in der Sektion Un Certain Regard bei den Internationalen Filmfestspielen von Cannes 2015 und lief beim Toronto International Film Festival 2015 in der Sektion „Contemporary World Cinema“. Der Kinostart in Deutschland war am 31. Dezember 2015.

## Handlung
Sentaro wird aus dem Gefängnis entlassen und kehrt in seinen kleinen Imbiss in Tokio zurück, in dem Dorayaki-Pfannkuchen, gefüllt mit süßer roter Bohnenpaste, verkauft werden. Eines Tages steht die alte Dame Tokue vor seinem Laden und bewirbt sich spontan um die ausgeschriebene Aushilfsstelle. Er lehnt sie zunächst mehrfach ab, ist schließlich jedoch von einer Kostprobe von ihrer selbst gemachten Bohnenpaste derart begeistert, dass er sie einstellt. Bisher hatte Sentaro die Paste in Plastikeimern vom Großmarkt bezogen.
Die Nachricht der neuen Köstlichkeit macht schnell die Runde, woraufhin die Kunden bei ihm Schlange stehen. Zwischen Sentaro und Tokue entwickelt sich dabei eine besondere Freundschaft. Es hält sich allerdings hartnäckig das Gerücht, dass Tokue einst an Lepra erkrankt gewesen sein soll. Da in Japan die Furcht vor dieser Krankheit immer noch allgegenwärtig ist und an Lepra erkrankte Menschen gemieden werden, bleiben eines Tages die Kunden aus. (Hintergrund ist das japanische Lepra-Präventionsgesetz, welches von 1953 bis 1996 in Kraft war und die zwangsweise Unterbringung in geschlossenen Anstalten ermöglichte.)
Wakana, ein Schulmädchen, das regelmäßig in Sentaros Imbiss vorbeikommt und sich mit Tokue angefreundet hat, schlägt vor, sie im Lepra-Sanatorium zu besuchen. Dort lebt Tokue, seitdem sie als junge Frau zwangsweise interniert wurde. Sentaro fühlt sich schuldig, weil er Tokue nicht vor den Vorurteilen der Kundschaft beschützen konnte, aber sie entgegnet, dass sie die Zeit mit ihm im Geschäft sehr genossen hat.
Einige Monate später stirbt Tokue an einer Lungenentzündung. Sie hinterlässt Sentaro ihre Gerätschaften zur Herstellung der Bohnenpaste sowie eine Audiocassette, die sie mit einer Botschaft für Sentaro und Wakana besprochen hat. In dieser Botschaft stellt Tokue klar, dass der Wert einer Person nicht in ihrer Karriere, sondern vielmehr in ihrer Existenz liegt und in der Fähigkeit, die Schönheit der Welt um uns herum wahrzunehmen.
Die letzte Einstellung des Filmes zeigt Sentaro, wie er in einem Park einen einfachen Dorayaki-Stand aufgebaut hat, um sich selbständig zu machen. Vor Tokues Tod hatte er einen Brief an sie geschrieben, in dem er ihr erzählte, warum er, der gar keine Süßigkeiten mag, in einem Dorayaki-Imbiss arbeitet. Bei einer Kneipenschlägerei hatte er einen Kontrahenten verletzt und war dafür zu einer Gefängnisstrafe und einer hohen Entschädigungszahlung verurteilt worden. Zum Begleichen musste er einen Kredit aufnehmen, den er durch die Arbeit im Imbiss des Kredithais zurückzahlen wollte. Indem Sentaro sich selbständig macht, kann er seine finanziellen Verpflichtungen weiter erfüllen, dabei aber nach seinen eigenen Vorstellungen frei leben und arbeiten.

## Kritik
Der Filmdienst urteilt, der Film ist ein „anrührend-ergreifendes Drama, das der Zubereitung des Essens eine mythische Bedeutung verleiht, in der Wissen, Erfahrung und die Kunst, den Dingen ihre Zeit zu lassen, zusammenfinden“. Mit der „dramatischen Forcierung auf das Schicksal der alten Frau plädiert der Film für mehr Respekt und Rücksicht in der japanischen Gesellschaft“.

## Auszeichnungen
Der Film gewann unter anderem den Publikumspreis bei den Filmfestivals in Cork und São Paulo sowie einen Hochi Film Award für die beste Darstellerin (Kirin Kiki). Bei der Semana Internacional de Cine de Valladolid wurde Kawase als beste Regisseurin ausgezeichnet. Beim International Film Festival Valletta erhielt der Film Auszeichnungen als bester Film und für die beste Schauspielerin.